# Skokovi sa Starog mosta
Skokovi sa Starog mosta u Mostaru tradicionalno su natjecanje u skokovima u vodu koje se organizira svake godine krajem srpnja.
Tradicija je da mostarski mladići skaču sa Starog mosta u Neretvu. Budući da je rijeka vrlo hladna, ovo je dosta rizičan podhvat. Skokovi datiraju iz vremena gradnje samog mosta, ali prvi skok zabilježen je 1664. Službeno natjecanje ustanovljeno je 1968. i otada se održava svakog ljeta.
Skokovi u vodu izvode se u dvije kategorije: na noge i na glavu (lasta). U skokovima na noge poželjno je da skakač prilikom ulaska u vodu napravi što manji pljusak (štrâp) dok je u skokovima na glavu obrnuto.

## Poznati skakači
Najpoznatiji i najuspješniji skakač je Emir Balić, s 13 pobjeda, 4 druga i 3 treća mjesta. Osim njega, iz starije generacije skakača treba izdvojiti: Mirsada-Dedu Pašića, Benaida Kalajdžića, Jadranka i Gorana Finka, a od mlađe generacije najviše uspjeha imali su Lorens Listo, Haris Džemat i Samir Zukanović.